# Campionati universitari europei
I Campionati universitari europei sono delle competizioni sportive universitarie organizzate European University Sports Association (EUSA). Attualmente le competizioni sono organizzate per 23 diversi sport. I partecipanti a questi eventi sono le squadre e gli atleti individuali delle università europee.
Nel 2019 sono stati aggiunti i Campionati di kickboxing, orienteering, pallamano da spiaggia e pallanuoto.

## Storia
I Campionati sono stati organizzati annualmente a partire dal 2001, e dal 2012 in poi sono stati programmati con cadenza biennale negli anni dispari, alternandosi con i Giochi Universitari Europei organizzati negli anni pari come eventi multisportivi. Sotto l’egida di EUSA, i primi Campionati sono stati organizzati nel 2001 con il nome di European University Championships. Nel 2006 gli eventi sportivi sono stati rinominati European Universities Championships per sottolineare la presenza delle università come partecipanti a questi eventi. Nel 2012 sono stati organizzati i primi Giochi Universitari Europei riunendo nello stesso luogo e nello stesso tempo 10 discipline sportive incluse nei Campionati Universitari Europei. Nel 2014 si è tenuta la seconda edizione dei Giochi Universitari Europei a Rotterdam, Olanda, con la partecipazione di più di 10 sport differenti.

## Panoramica dei Campionati
| Anno                             | Evento Sportivo | Sport Esordiente                                             |
| -------------------------------- | --------------- | ------------------------------------------------------------ |
| 2001                             | 2               | Pallavolo , Pallacanestro                                    |
| 2002                             | 2               |                                                              |
| 2003                             | 4               | Karate , Calcio                                              |
| 2004                             | 7               | Tennis , Calcio a 5, Beach Volleyball , Badminton            |
| 2005                             | 9               | Canottaggio                                                  |
| 2006                             | 9               | Pallamano                                                    |
| 2007                             | 12              | Rugby a7 , Tennis Tavolo                                     |
| 2008                             | 11              |                                                              |
| 2009                             | 15              | Taekwondo , Bridge , Golf                                    |
| 2010                             | 11              |                                                              |
| 2011                             | 16              | Judo                                                         |
| 2012 Giochi Universitari Europei |                 |                                                              |
| 2013                             | 17              | Pallacanestro 3x3                                            |
| 2014 Giochi Universitari Europei |                 |                                                              |
| 2015                             | 20              | Scacchi , Arrampicata Sportiva                               |
| 2016 Giochi Universitari Europei |                 |                                                              |
| 2017                             | 19              |                                                              |
| 2018 Giochi Universitari Europei |                 |                                                              |
| 2019                             | 21              | Kickboxing, Pallamano da spiaggia, Orienteering , Pallanuoto |
| 2020 Giochi Universitari Europei |                 |                                                              |

## Riepilogo dei Campionati
Il programma dei Campionati Universitari Europei è soggetto a cambiamenti e attualmente include 23 discipline sportive.
- Individuali/ Giochi di Squadra
- Indoor/ Outdoor
- Sport da combattimento
- Sport ad elevato impegno cognitivo
- Sport da racchetta

| Numero                          | Evento                                                   | Prima Edizione   |
| Sport principali                | Sport principali                                         | Sport principali |
| ------------------------------- | -------------------------------------------------------- | ---------------- |
| 1                               | Campionati universitari europei di canottaggio           | 2005             |
| Sport da combattimento          |                                                          |                  |
| 2                               | Campionati universitari europei di judo                  | 2011             |
| 3                               | Campionati universitari europei di karate                | 2003             |
| 4                               | Campionati universitari europei di kickboxing            | 2019             |
| 5                               | Campionati universitari europei di taekwondo             | 2009             |
| Sport di squadra                |                                                          |                  |
| 6                               | Campionati universitari europei di pallacanestro 3x3     | 2013             |
| 7                               | Campionati universitari europei di pallacanestro         | 2001             |
| 8                               | Campionati universitari europei di pallamano da spiaggia | 2019             |
| 9                               | Campionati universitari europei di beachvolley           | 2004             |
| 10                              | Campionati universitari europei di calcio                | 2003             |
| 11                              | Campionati universitari europei di calcio a 5            | 2004             |
| 12                              | Campionati universitari europei di pallamano             | 2006             |
| 13                              | Campionati universitari europei di rugby a 7             | 2007             |
| 14                              | Campionati universitari europei di pallavolo             | 2001             |
| 15                              | Campionati universitari europei di pallanuoto            | 2019             |
| Sport da racchetta              |                                                          |                  |
| 16                              | Campionati universitari europei di badminton             | 2004             |
| 17                              | Campionati universitari europei di tennistavolo          | 2007             |
| 18                              | Campionati universitari europei di tennis                | 2004             |
| Sport ad alto impegno cognitivo |                                                          |                  |
| 19                              | Campionati universitari europei di bridge                | 2009             |
| 20                              | Campionati universitari europei di scacchi               | 2015             |
| Altri sport                     |                                                          |                  |
| 21                              | Campionati universitari europei di golf                  | 2009             |
| 22                              | Campionati universitari europei di orienteering          | 2019             |
| 23                              | Campionati universitari europei di arrampicata sportiva  | 2015             |